# Dolná Tižina
Dolná Tižina is een Slowaakse gemeente in de regio Žilina, en maakt deel uit van het district Žilina.
Dolná Tižina telt 1.304 inwoners.